# Kurški steli
Kurški steli ali Kurška monolita sta asirski steli z opisom vladavin Ašurnasipala II. in njegovega sina Šalmaneserja III. Steli je leta 1861 odkril britanski arheolog John George Taylor, britanski generalni konzul v mestu Kurkh v osmanskem ajaletu (provinca)  Kurdistan. Mesto se zdaj imenuje Üçtepe in spada v okrožje Bismil v turški  provinci Diyarbakir. Obe steli sta od leta 1863 v lasti  Britanskega muzeja.
Na steli Šalmaneserja III. je opis bitke pri Karkarju. V opisu je omenjeno ime "A-ha-ab-bu Sir-ila-a-a", za katero velja, da se nanaša na kralja Izraelskega kraljestva Ahaba. Naziv Izrael je v asirskih in babilonskih dokumentih omenjen samo na tej steli. Omenjen še na treh znanih stelah iz tistega obdobja: Merneptahovi steli, Steli iz Tel Dana in Meševi steli, znani tudi kot Moabski kamen. V tem opisu je tudi prva pisna omemba Arabcev.
Za  kralja Ahaba piše, da je za asirsko koalicijo prispeval 2.000 bojnih voz in 10.000 pešakov.